# Casa consistorial de Algeciras
La casa consistorial de Algeciras es la sede del Ayuntamiento de la ciudad de Algeciras (España), ubicada en el número 12 de la Calle Alfonso XI, llamada Calle Convento. El edificio fue construido en 1892 y hoy día alberga gran parte de las dependencias municipales, entre ellas Alcaldía, Secretaría, el Gabinete de Prensa o Patrimonio.

## Historia
El Ayuntamiento de Algeciras se constituyó en 1755 tras un largo pleito de emancipación del de San Roque. En un primer momento los actos municipales tenían lugar en la casa del alcalde de turno por carecer la ciudad de dinero para alquilar un local. Con el tiempo se acrecentó la necesidad de un lugar amplio para celebrar los plenos por lo que el ayuntamiento decide comprar una casa en la Plaza Alta en 1776 pero pronto deben abandonarlo por encontrarse en ruina, entonces debió trasladarse a la parte alta del Convento de la Merced en la calle Alfonso XI.
La actual Casa Consistorial proyectada por Amadeo Rodríguez comenzó a construirse el 14 de mayo de 1892.
Comparando el proyecto original con el que finalmente se realizó es fácil apreciar gran número de diferencias, el proyecto original define un edificio grácil, del estilo historicista propio de su tiempo.
La construcción se dio por terminada el 15 de agosto de 1897 con la celebración de una sesión extraordinaria del cuerpo consistorial de la localidad presidido por el alcalde Rafael del Muro y Joaristi. La obra final carece de la elegancia con la que fue concebida y aparece pesada y robusta, consta de dos cuerpos y un remate con el escudo de la ciudad. La fachada está realizada en piedra arenisca con elementos de ladrillo rojo que recuerdan vagamente a construcciones neomudéjares.
En el interior las dos plantas se articulan en torno a dos patios centrales en el que se encuentra la ventanilla de información construida en madera. En el interior el salón de plenos posee una interesante decoración de azulejos realizados durante el mandato del alcalde Emilio Morillas con los colores de la ciudad, amarillo y azul y varios mosaicos representando lugares típicos, también existe un mosaico conmemorativo de la Conferencia de Algeciras de 1906.
A finales del siglo XX se amplió el edificio hacia su izquierda mediante una construcción modernista de escaso valor arquitectónico, también se derribaron la mayor parte de los edificios del siglo XIX de la calle, incluido el de su derecha, conocido localmente como la Casa de las Muñecas por tener en su fachada una serie de cariátides, con lo que se condenó al ostracismo a un edificio concebido como el más importante de la vida local y hoy rodeado de viviendas de mayor altura.